# Nordlig fjäderstjärna
Nordlig fjäderstjärna (Antedon petasus) är en sjöliljeart som först beskrevs av Magnus Wilhelm von Düben och Johan Koren 1846.  Nordlig fjäderstjärna ingår i släktet Antedon och familjen fjäderhårstjärnor. Arten är reproducerande i Sverige. Inga underarter finns listade i Catalogue of Life.